# NBA All-Rookie Team 1970-1980
Cestisti inseriti nell'NBA All-Rookie Team per il periodo 1970-1980

## Elenco
|           | Membri del Naismith Memorial Basketball Hall of Fame |
| Grassetto | Rookie of the Year                                   |
| Corsivo   | Prima scelta nel Draft NBA                           |

| Stagione  |                   |                         |
| Stagione  | Giocatore         | Squadra                 |
| --------- | ----------------- | ----------------------- |
| 1970-1971 | Geoff Petrie      | Portland Trail Blazers  |
| 1970-1971 | Dave Cowens       | Boston Celtics          |
| 1970-1971 | Pete Maravich     | Atlanta Hawks           |
| 1970-1971 | Calvin Murphy     | San Diego Rockets       |
| 1970-1971 | Bob Lanier        | Detroit Pistons         |
| 1971-1972 | Elmore Smith      | Buffalo Braves          |
| 1971-1972 | Sidney Wicks      | Portland Trail Blazers  |
| 1971-1972 | Austin Carr       | Cleveland Cavaliers     |
| 1971-1972 | Phil Chenier      | Baltimore Bullets       |
| 1971-1972 | Clifford Ray      | Chicago Bulls           |
| 1972-1973 | Bob McAdoo        | Buffalo Braves          |
| 1972-1973 | Lloyd Neal        | Portland Trail Blazers  |
| 1972-1973 | Freddie Boyd      | Philadelphia 76ers      |
| 1972-1973 | Dwight Davis      | Cleveland Cavaliers     |
| 1972-1973 | Jim Price         | Los Angeles Lakers      |
| 1973-1974 | Ernie DiGregorio  | Buffalo Braves          |
| 1973-1974 | Ron Behagen       | Kansas City-Omaha Kings |
| 1973-1974 | Mike Bantom       | Phoenix Suns            |
| 1973-1974 | John Brown        | Atlanta Hawks           |
| 1973-1974 | Nick Weatherspoon | Capital Bullets         |
| 1974-1975 | Jamaal Wilkes     | Golden State Warriors   |
| 1974-1975 | John Drew         | Atlanta Hawks           |
| 1974-1975 | Scott Wedman      | Kansas City-Omaha Kings |
| 1974-1975 | Tommy Burleson    | Seattle SuperSonics     |
| 1974-1975 | Brian Winters     | Los Angeles Lakers      |
| 1975-1976 | Alvan Adams       | Phoenix Suns            |
| 1975-1976 | Gus Williams      | Golden State Warriors   |
| 1975-1976 | Joe Meriweather   | Houston Rockets         |
| 1975-1976 | John Shumate      | Buffalo Braves          |
| 1975-1976 | Lionel Hollins    | Portland Trail Blazers  |
| 1976-1977 | Adrian Dantley    | Buffalo Braves          |
| 1976-1977 | Scott May         | Chicago Bulls           |
| 1976-1977 | Mitch Kupchak     | Washington Bullets      |
| 1976-1977 | John Lucas        | Houston Rockets         |
| 1976-1977 | Ron Lee           | Phoenix Suns            |
| 1977-1978 | Walter Davis      | Phoenix Suns            |
| 1977-1978 | Marques Johnson   | Milwaukee Bucks         |
| 1977-1978 | Bernard King      | New Jersey Nets         |
| 1977-1978 | Jack Sikma        | Seattle SuperSonics     |
| 1977-1978 | Norm Nixon        | Los Angeles Lakers      |
| 1978-1979 | Phil Ford         | Kansas City Kings       |
| 1978-1979 | Mychal Thompson   | Portland Trail Blazers  |
| 1978-1979 | Ron Brewer        | Portland Trail Blazers  |
| 1978-1979 | Reggie Theus      | Chicago Bulls           |
| 1978-1979 | Terry Tyler       | Detroit Pistons         |
| 1979-1980 | Larry Bird        | Boston Celtics          |
| 1979-1980 | Magic Johnson     | Los Angeles Lakers      |
| 1979-1980 | Bill Cartwright   | New York Knicks         |
| 1979-1980 | Calvin Natt       | Portland Trail Blazers  |
| 1979-1980 | David Greenwood   | Chicago Bulls           |